# ريد كليف (كولورادو)
ريد كليف (بالإنجليزية: Red Cliff, Colorado)‏ هي بلدة تقع في مقاطعة إيغل، كولورادو بولاية كولورادو في الولايات المتحدة. تأسست عام 1879، تبلغ مساحتها 0.6 (كم²)، وترتفع عن سطح البحر م، بلغ عدد سكانها 289 نسمة في عام 2000 حسب إحصاء مكتب تعداد الولايات المتحدة وتصل الكثافة السكانية فيها 481.7 نسمة/كم2.

## وصلات خارجية
- The US50 - Cities and Towns in Colorado State
- Colorado Cities and Towns, Facts, Map, Flag, Colleges, Government, and More